# Laophontodes volkerlehmanskii
Laophontodes volkerlehmanskii is een eenoogkreeftjessoort uit de familie van de Ancorabolidae. De wetenschappelijke naam van de soort werd voor het eerst geldig gepubliceerd in 2020 door George, Lehmanski en Kihara.